# ریپ هانتر
ریپ هانتر (به انگلیسی: Rip Hunter) یک ابرقهرمان و مسافر زمان تخیلی کتاب‌های کمیک آمریکایی است که اولین بار در مه ۱۹۵۹ ، توسط شرکت دی‌سی کامیکس معرفی شد.

در سریال افسانه‌های فردا ، آرتور دارویل نقش کاپیتان ریپ هانتر را ایفا میکند.